# Musée national de Sierra Leone
Le musée national de Sierra Leone (Sierra Leone National Museum) est un musée sierra-léonais situé à Freetown, la capitale.

## Histoire
Le musée a ouvert ses portes en 1957. Il a fait l'objet d'une extension en 1987.

## Galerie

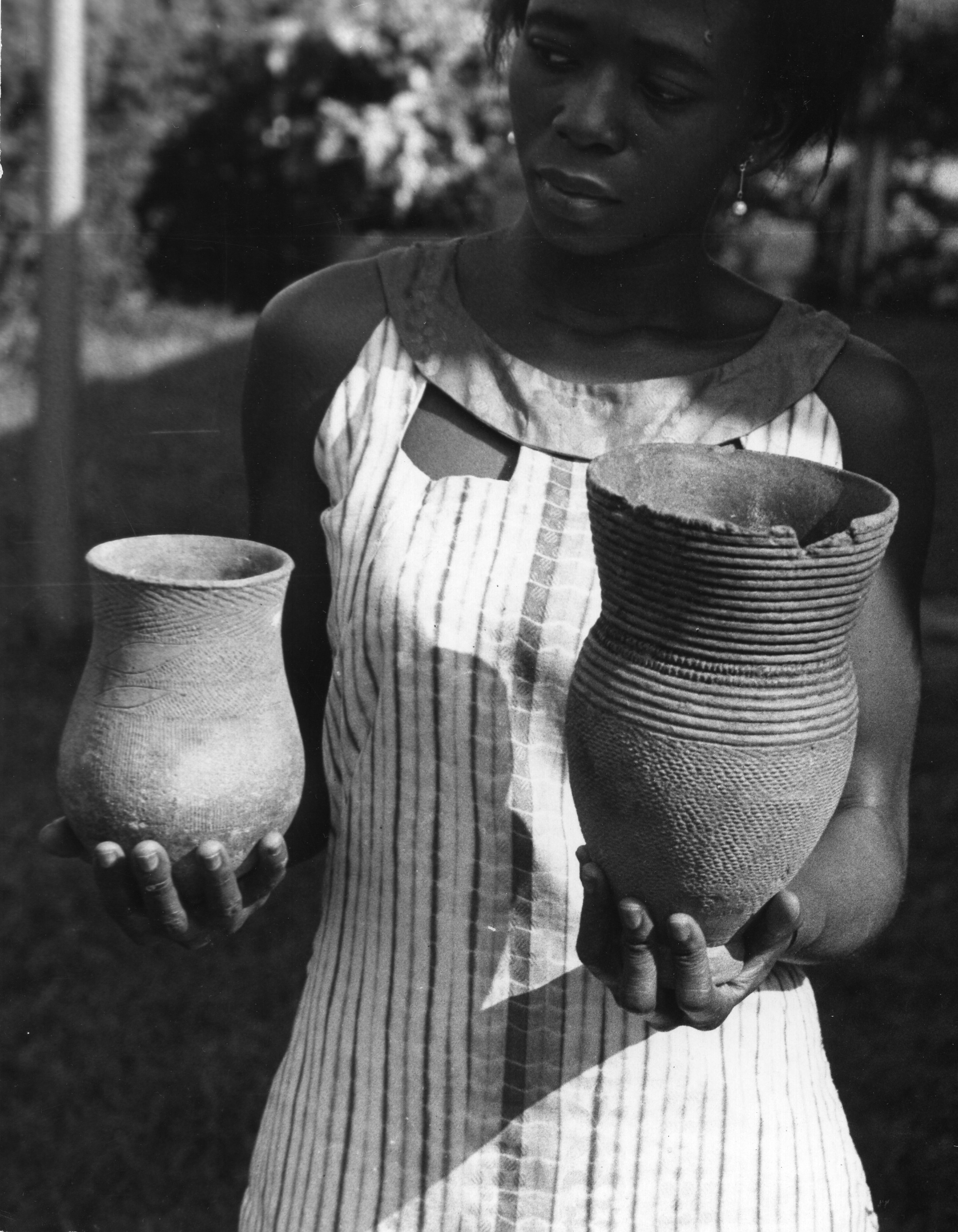
Poterie préhistorique en terre cuite
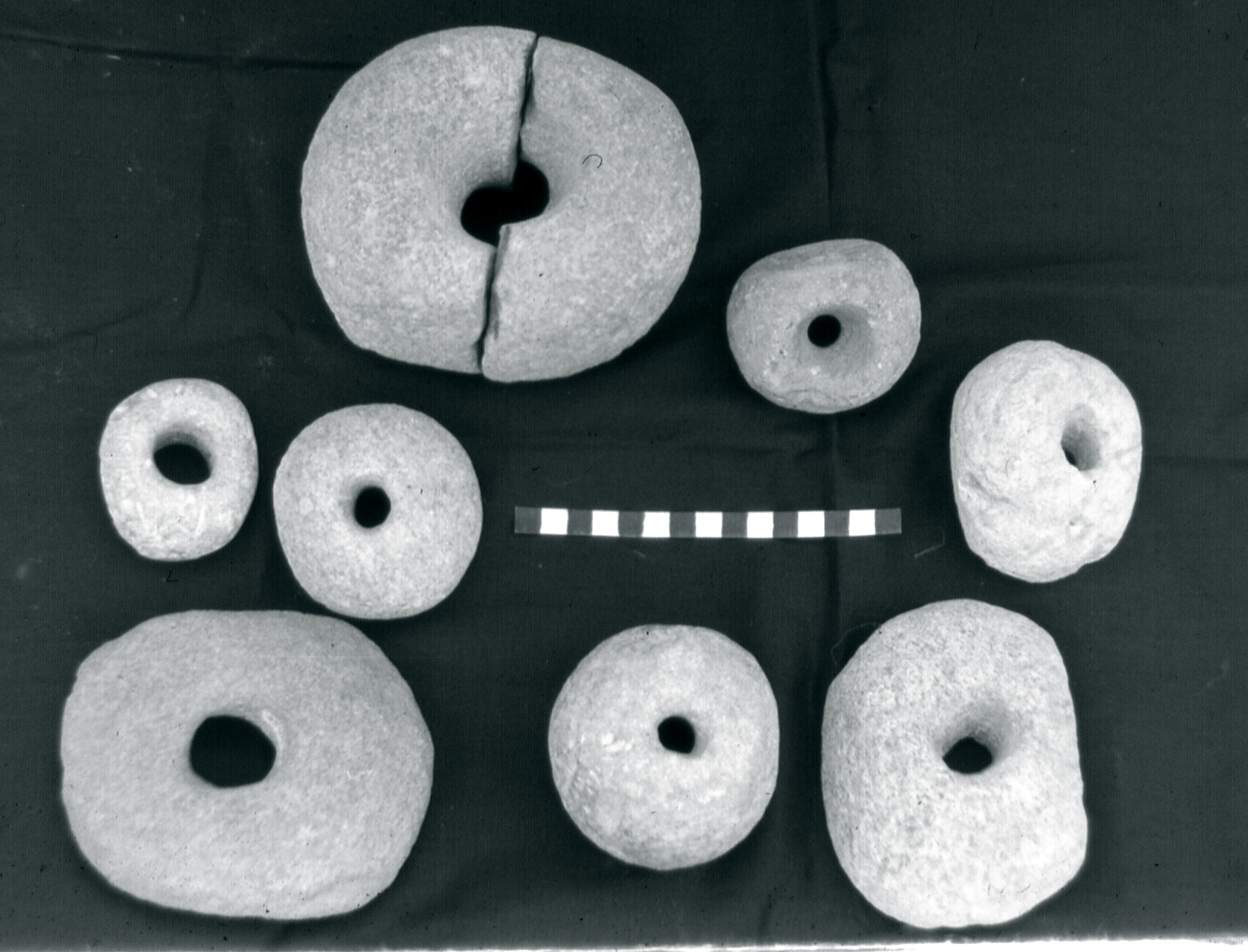
Pierres percées
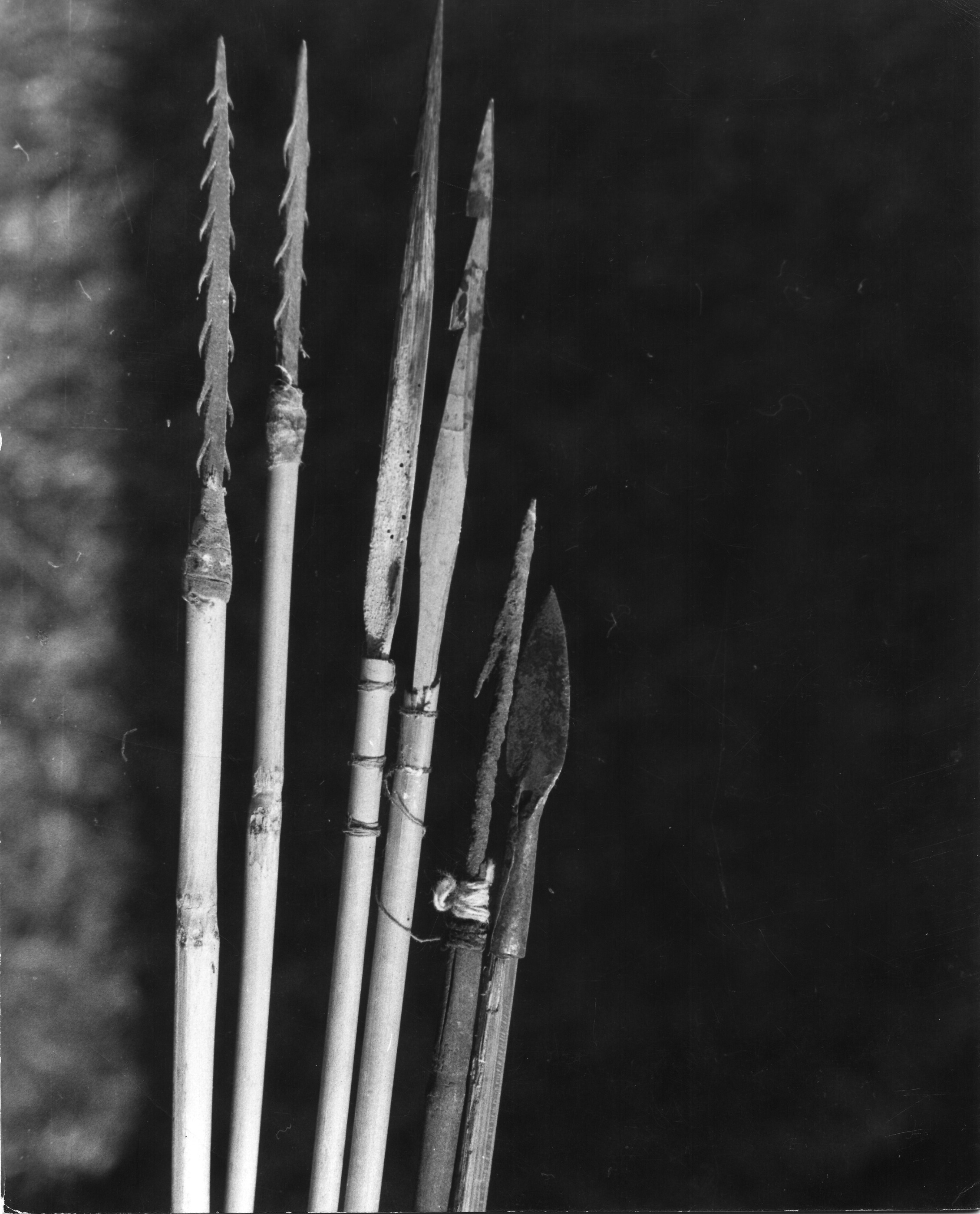
Pointes de flèches (fin du XIXe -début du XXe siècle)
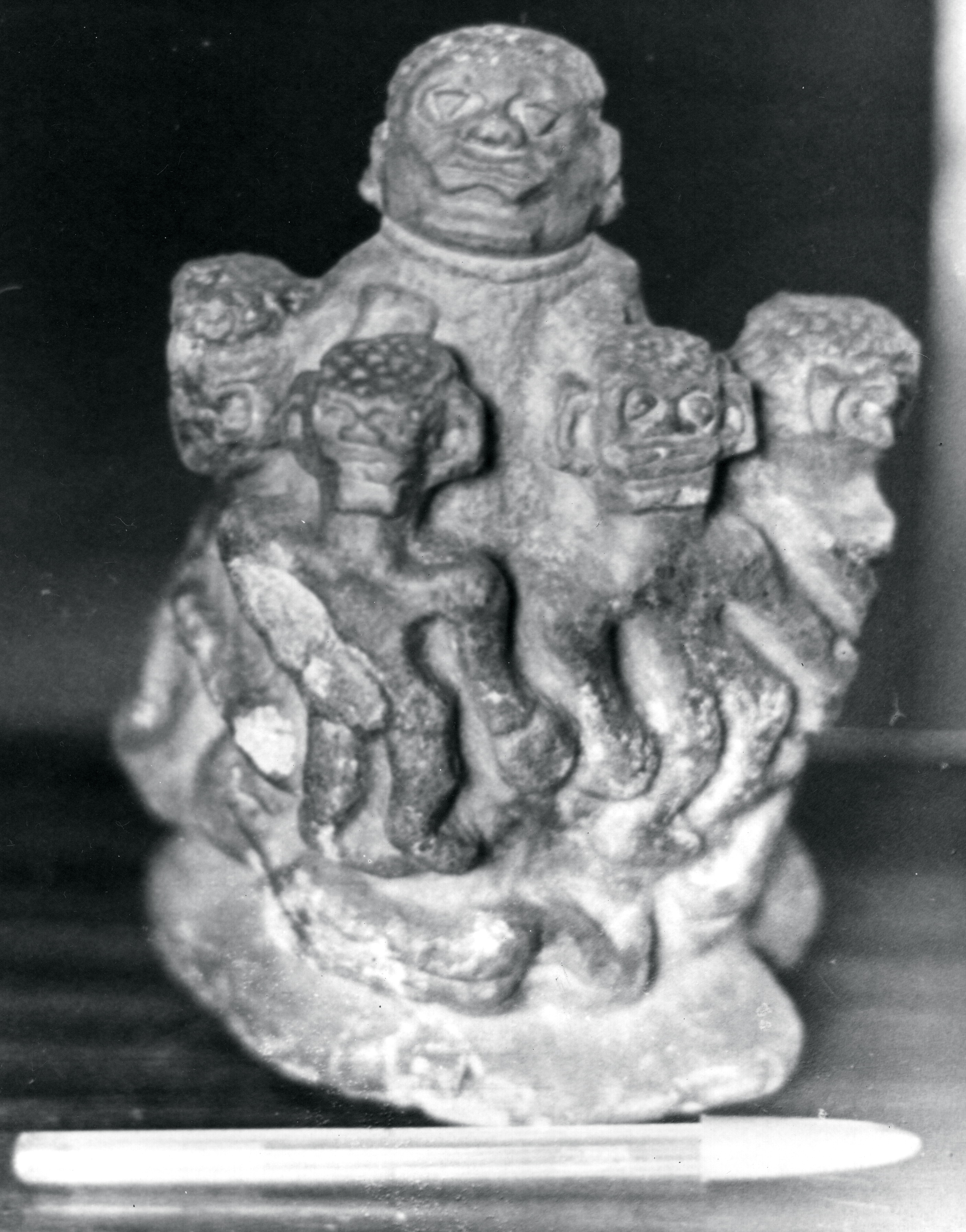
Nomoli